# Rue Jules-Saulnier
La rue Jules-Saulnier est une voie de communication de Saint-Denis.

## Situation et accès
Cette voie de communication suit le tracé de la route départementale 912.

## Origine du nom
Cette rue tient son nom de l'architecte Jules Saulnier qui, de 1862 à 1864, construisit sur la Plaine Saint-Denis pour la Maison de droguerie Menier, la Pharmacie centrale de France.

## Historique
Cette rue donne son nom à un quartier au nord-est de La Plaine Saint-Denis, la Plaine Saulnier. Jusque dans les années 1970, cette parcelle était un site de production de gaz, appartenant à Gaz de France, aujourd'hui Engie.

## Bâtiments remarquables et lieux de mémoire

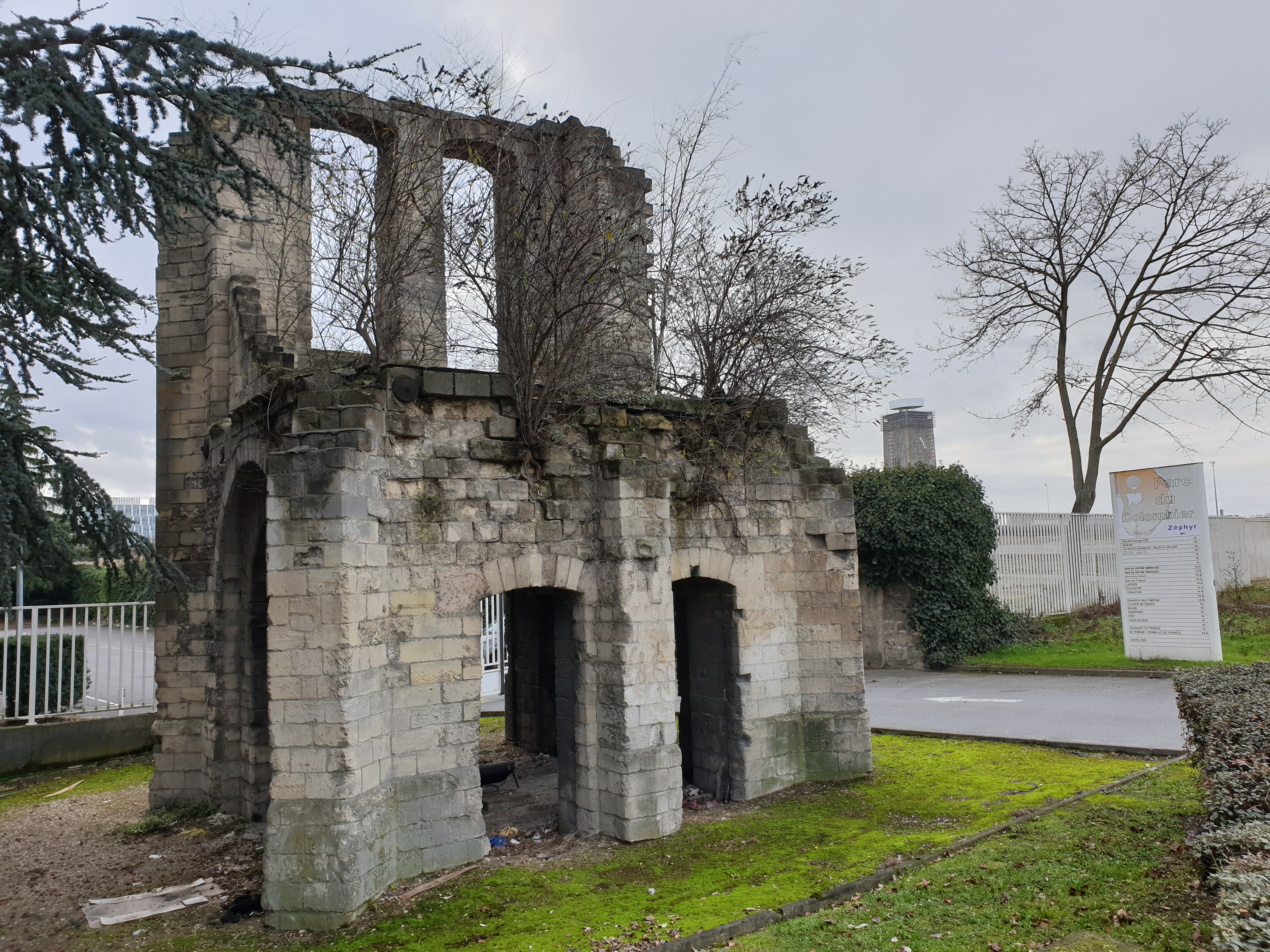
Colombier de la plaine Saint-Denis.

- Un colombier à l'entrée de la zone d'activité Parc du Colombier[2]. Il a donné son nom au Parc du Colombier, zone d'activité dont il marque l'entrée.
- La cheminée Menier, haute de 45 mètres et construite en 1862[3].

Ces deux monuments ont été classés à l'inventaire supplémentaire des monuments historiques.

### ImmeubleLe Vérone
L'immeuble de bureaux Le Vérone (anciennement Paristade), datant des années 1980, haut de neuf étages pour une surface de 8700 mètres carrés, présente une architecture en tripode. Il est également accessible par la rue Ambroise-Croizat.
Cet immeuble fut le siège du journal L'Humanité
Il est réhabilité en 2016 par l'architecte Jean-Michel Wilmotte et la façade décorée d'une résille conçue par le designer Pucci De Rossi.